# 2020超級華人風雲大賞
《2020超級華人風雲大賞》（英語：Super Ethnic Chinese），為2020年三立電視與中視第二檔聯合自製農曆新年除夕特別節目。節目以龍虎兩隊藝人展開遊戲、歌唱表演等比賽的形式進行，龍虎兩隊以中視藝人、三立藝人分隊。於2019年12月21日以預錄模式錄製，三立台灣台、三立都會台、中視主頻在2020年1月24日除夕晚間八點至十二點聯合同步播出。

## 表演內容

### 主持
- 龍隊 ：曾國城、吳宗憲
- 虎隊 ：于美人、白冰冰

### 龍虎7PK
| 順序 | 主題 | 龍隊（台灣台）代表 | 虎隊（都會台）代表 | 結果 |
| ---- | ---- | ------------------ | ------------------ | ---- |

## 收視率
- 三立台灣台（含無線）收視率
- 三立都會台（含無線）收視率
- 中視（含無線）收視率

首播（含無線）總收視率

## 製作團隊
- 總監：王淑娟、洪任中
- 監製群：黃曉玫、謝岳龍、王孟黛、曾琴、謝孟芬
- 製作群：楊煥喻